# La terza stella
La terza stella è un film italiano del 2005 scritto e diretto da Alberto Ferrari, prima pellicola da protagonisti del duo comico Ale e Franz.

## Trama
In un piccolo paese di provincia viene organizzata ogni anno una tradizionale partita di scacchi tra due contrade, la contrada della volpe e la contrada del falcone, giocata con pezzi viventi. Uno dei cavalli della contrada del falcone è Ale, il proprietario di un bell'albergo a due stelle, sposato con una ragazza che ha scoperto da poco di essere incinta del loro primo figlio. Ale è serio e preciso, e lavora duramente per far salire il suo albergo di categoria ed ottenere la tanto agognata terza stella. L'albergo di Ale si trova vicino ad un carcere in cui lavora suo cognato Franz, lui un pedone della contrada del falcone. Franz, dopo aver allagato per sbadataggine il proprio appartamento, con la scusa di aiutare Ale, si stabilisce nel suo albergo, dove giungono anche un anziano signore con il cane, una anziana signora ed un trio formato da due uomini (Bruno e Fabio) e una donna (Ada), che si comportano in modo molto losco...
Tre giorni prima della partita a scacchi, Franz ed Ale vanno a pulire la stanza del trio, dove, frugando in un baule, trovano un fucile di precisione con mirino laser, e subito dopo scoprono che i tre hanno scavato un tunnel sotterraneo nel pavimento. All'improvviso, il trio sale dal buco e Ale e Franz si nascondono in un armadio, da cui sentono una loro accesa conversazione. A complicare la situazione è il cellulare di Franz, che, squillando, fa scoprire i due, che adesso rischiano di essere uccisi. Però, Fabio, Bruno e Ada, non potendoli uccidere per non rischiare che l'albergo venga chiuso, decidono di farli lavorare giù nel tunnel sotterraneo da loro scavato, dove viene chiesto loro, senza che i due capiscano perché, di tagliare delle sbarre di ferro. La sera, Ada accompagna Ale e Franz all'ultima riunione per la partita di scacchi, durante la quale si innamora proprio di Franz.
Il giorno seguente i due ritornano a lavorare nel tunnel, ed intuiscono finalmente che i tre, sfruttando la vicinanza dell'albergo con il carcere, hanno intenzione di far evadere qualcuno rinchiuso lì dentro. Ale e Franz riescono però a scavare un altro tunnel con il quale riescono ad entrare nella stanza nº4 dell'anziano signore, che si rivela un acerrimo nemico dell'uomo che il trio cerca di far evadere; ma affinché l'anziano si vendichi dell'uomo è necessario che questo evada dal carcere senza ostacoli, pertanto l'anziano decide di non aiutare Ale e Franz (che oltretutto sono anche costretti a ritornare a lavorare giù nel tunnel).
Dopo aver rotto le sbarre, tra il carcere e il sotterraneo rimane solo un muro in cemento armato, e per farlo saltare in aria senza dare nell'occhio, viene escogitato di farlo saltare il giorno della partita a scacchi, nel momento del tradizionale sparo dei cannoni alle 22:00 in punto. Il giorno della partita è arrivato: la partita viene vinta dalla contrada del falcone, che non vinceva da 5 anni. Alle 22:00 Ale corre a far sparare il cannone, e nello stesso momento i tre fanno saltare il muro in cemento armato, così il criminale viene fatto evadere (e si scoprirà essere il fidanzato di Ada). Dopo l'evasione dell'uomo, però, Ale e Franz riescono a chiamare la polizia, e i quattro vengono arrestati; ma Franz riesce a fare scarcerare Ada, con la quale poi si sposa. Infine, Ale riesce finalmente ad ottenere la fatidica terza stella per il suo albergo, aspirando già alla quarta.